# لیزماهی هلالی
لیزماهی هلالی (نام علمی: Pholis laeta) نام یک گونه از تیره لیزماهی است.